# 보성초등학교 (전북)
보성초등학교는 대한민국 전북특별자치도 정읍시에 있는 공립 초등학교이다.

## 학교 연혁
- 1947년 9월 1일 북면국민학교 마정 분교 인가
- 1950년 1월 17일 보성국민학교 인가
- 1984년 2월 29일 보성국민학교 병설유치원 인가
- 1996년 3월 1일 보성초등학교로 교명 변경
- 2014년 3월 1일 제 22대 박영선 교장 부임
- 2015년 2월 13일 제 64회 졸업 (총 졸업생 3,258명)
- 2015년 3월 1일 초등학교 6학급, 유치원 1학급 편성

## 참고 자료
- 보성초등학교 - 한국교육학술정보원 학교알리미